# Sid L Mokhtar
Sid L Mokhtar è una città del Marocco, nella provincia di Chichaoua, nella regione di Marrakech-Safi.
La città è anche conosciuta come Sīd-il-Muẖtār.